# الدوري المكسيكي الممتاز 1969–70
الدوري المكسيكي الممتاز 1969-70 (بالإسبانية: Primera División de México 1969-70)‏ هو الموسم 27 من الدوري المكسيكي الممتاز. أقيم خلال الفترة 5 يونيو 1969 وحتى 23 ديسمبر 1969، وأشرف على تنظيمه اتحاد المكسيك لكرة القدم، وكان عدد الأندية المشاركة فيه 16، وفاز فيه نادي غوادالاخارا.